# Ринальдо II д’Эсте
Ринальдо II д’Эсте (итал. Rinaldo II d’Este; ум. 31 декабря 1335, Феррара) — правитель Феррары с 1317 года (совместно с братьями), папский викарий Феррары с 1329 года, полководец.

## Биография
Сын Альдобрандино II д’Эсте (ум. 1326) и Альды Рангони (ум. 1325). Родился не ранее 1288 года, когда состоялась свадьба его родителей.
В 1317 году вместе с младшими братьями Никколо I (ум. 1344) и Обиццо III (1294—1352) и двоюродными братьями Аццо IX (ум. 24.06.1318) и Бертольдо (ум. 21.07.1343) восстановил власть в Ферраре в результате антипапского народного восстания.
В 1324 году получил от императора Людовика Баварского инвеституру на свои владения. В 1325 году вернул Комаккьо, который захватили равеннские Полента во время Первой Феррарской войны 1308—1309 гг.
В 1329 году помирился с папой Иоанном XXII и вместе с братьями Никколо I и Обиццо III назначен папским викарием Феррары сроком на 10 лет.
С помощью Пиналла Алипранди, кондотьера на службе Аццоне Висконти, 14 апреля 1333 года удачной вылазкой разгромил осаждавшее Феррару с 25 января войско папского легата Бертрана де Пуже, захватив в плен многих представителей знати, в том числе Липпо II Алидози, Жана I д’Арманьяка, Галеотто Малатеста и его брата Малатеста II. Только за Жана I д’Арманьяка получил выкуп 48 000 флоринов, то есть 54 000 турских ливров.
В июне 1335 году восстановил власть рода д’Эсте в Модене. В том же году 31 декабря умер от болезни.

## Семья
Жена — Лукреция ди Барбиано, дочь графа Никколо ди Барбиано. Единственный ребёнок:
- Беатриче д’Эсте (ум. 10 февраля 1339), с декабря 1338 г. жена Жака Савойского, сеньора Пьемонта.

Также у Ринальдо II известно четверо незаконнорожденных детей:
- Обиццо д’Эсте, викарий Феррары в 1344
- Альдобрандино д’Эсте (1325—1381), епископ Адрии (1349—1352), Модены (1352—1378) и Феррары (1379—1381).
- Джакома, жена Цамброзино Бокаделли
- Аццо д’Эсте (1332—1371).